# Christian Prawda
Christian Prawda (ur. 6 sierpnia 1982 w Wolfsbergu) – austriacki piłkarz występujący na pozycji obrońcy. Były zawodnik BSV Bad Bleiberg, FC Kärnten, Austrii Kärnten, SK Sturm Graz i Villacher SV. Od 2013 roku występuje w SV Austria Klagenfurt.